# Minority SafePack – eine Million Unterschriften für die Vielfalt Europas
Minority SafePack – eine Million Unterschriften für die Vielfalt Europas ist eine Europäische Bürgerinitiative. Die Minority-SafePack-Initiative wurde am 3. April 2017 von der Europäischen Kommission registriert, nachdem der Bürgerausschuss die ursprüngliche Ablehnung durch die Europäische Kommission vom 13. September 2013 vor dem Europäischen Gerichtshof erfolgreich angefochten hatte. Bis zum Ende der Unterschriftensammlung am 3. April 2018 hatten knapp 1,2 Millionen Menschen die Initiative unterschrieben. Nötig waren insgesamt eine Million Unterstützer sowie das Erreichen einer Schwelle in mindestens sieben Mitgliedstaaten.

## Ziele

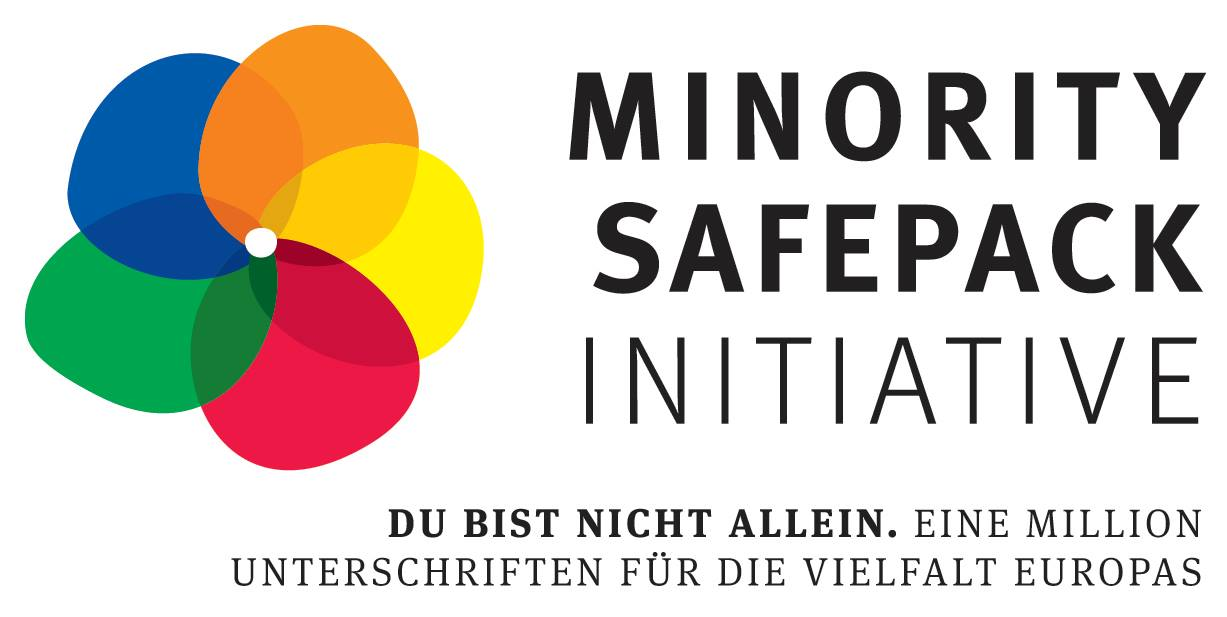
Logo der Minority SafePack Initiative

Die Minority SafePack Initiative (kurz: MSPI) umfasst ein Paket von Gesetzesvorschlägen, die den Schutz nationaler Minderheiten gewährleisten sollen. Hierzu soll eine Reihe von EU-Rechtsakten beschlossen werden, die die Förderung von Minderheitenrechten, Sprachrechten und den Schutz der Kultur der nationalen Minderheiten ermöglichen soll. Ziel ist somit, die Sicherheit von nationalen Minderheiten europaweit zu gewährleisten und gesetzliche Regelungen für Minderheiten zu stärken.
Die Initiative umfasst ursprünglich elf Vorschläge, von denen jedoch nur neun von der Europäischen Kommission registriert wurden:
- EU-Empfehlung zum Schutz und zur Förderung der kulturellen und sprachlichen Vielfalt

- Förderprogramme für kleine Sprachgemeinschaften
- Die Schaffung eines Zentrums für Sprachenvielfalt
- Den Schutz nationaler Minderheiten und die Förderung der kulturellen und sprachlichen Vielfalt aufzunehmen in die Ziele des EU-Fonds für regionale Entwicklung
- Die Forschung über den Mehrwert von Minderheiten in unserer Gesellschaft und Europa voranzutreiben
- Anstrebung der Gleichheit für staatenlose Minderheiten, z. B. Roma
- Ein übergreifendes europäisches Urheberrechtsgesetz, damit Medien und Dienstleistungen in der Muttersprache wahrgenommen werden können
- Freiheit der Leistung und Inanspruchnahme audiovisueller Inhalte in den Minderheitenregionen
- Bedingungslose Einbeziehung der Minderheiten in regionale und staatliche Förderprogramme zur Erhaltung von Kultur, Medien und Kulturerbe.

## Initiatoren
Die Initiative wurde 2013 von der Föderalistischen Union Europäischer Nationalitäten (FUEN) auf den Weg gebracht und wird von einem Bürgerkomitee getragen. Die FUEN ist mit über 100 Mitgliedsorganisationen in 36 europäischen Ländern der größte Dachverband der autochthonen, nationalen Minderheiten / Volksgruppen in Europa.
Mitglieder des Bürgerkomitees:
- Hans Heinrich Hansen
- Hunor Kelemen
- Valentin Inzko
- Anke Spoorendonk
- Karl-Heinz Lambertz
- Luis Durnwalder
- Jannewietske de Vries
- Loránt Vincze

## Hintergrund
Laut Schätzungen existieren in Europa rund 340 autochthone Minderheiten mit mehr als 100 Millionen Menschen. Allein in der Europäischen Union gibt es neben den 23 Amtssprachen über 60 Regional- oder Minderheitensprachen, die von rund 40 Millionen Menschen gesprochen werden.
Die Rechte autochthoner Minderheiten und Volksgruppen werden nicht immer geachtet. Diese Gemeinschaften möchten ein Leben führen, in dem ihnen die Möglichkeit eingeräumt wird, ihre Traditionen zu pflegen. Nach Einschätzung der UNESCO ist mehr als die Hälfte der weltweit über 6.000 Sprachen vom Aussterben bedroht. 200 Sprachen sind während der letzten drei Generationen ausgestorben, etwa 1.700 Sprachen sind ernsthaft gefährdet, über 600 Sprachen werden kaum noch gepflegt.
Hintergrund der Initiative sind die im EU-Beitrittsprozess geregelten „Kopenhagener Kriterien“, die unter anderem die Achtung der Minderheiten und einen entsprechenden Minderheitenschutz vorsehen. Aufgrund dieser Kriterien haben viele der neuen Mitgliedstaaten fortschrittliche Modelle des Minderheitenschutzes rechtlich festgelegt. Ist ein Staat der Union beigetreten, sind die weiteren Entwicklungen und Bemühungen in den einzelnen Ländern sehr unterschiedlich. Diese Lücke beabsichtigen die Initiatoren mit der Verankerung von Minderheitenrechten im Unionsrecht zu schließen.

## Entscheidung der Europäischen Kommission
Am 14. Januar 2021 wies die Europäische Kommission (EK) alle neun Punkte der Initiative zurück. Sie verweist auf bestehende Programme und hält keine weiteren Rechtsakte oder gesetzgeberische Maßnahmen für erforderlich. Die FUEN bedauerte die Entscheidung der Europäischen Kommission ausdrücklich und beklagte ein „anhaltendes Demokratiedefizit“ der Europäischen Union.  Das Bürgerkomitee der Initiative klagte gegen diese Entscheidung der Europäischen Kommission im März 2021. Der Gerichtshof der Europäischen Union (EuGH) gab im November 2022 der EK Recht und erklärte, dass die EK keine Gesetze auf Basis der MSPI vorschlagen müsse. Das Bürgerkomitee und das Präsidium der FUEN haben daraufhin einstimmig beschlossen in Berufung zu gehen und haben im Januar 2023 die Klage beim EuGH eingereicht.